# Eduardo Montenegro
Eduardo Montenegro (Barranquilla, Atlántico, Colombia; 30 de septiembre de 1998) es un futbolista colombiano. Juega de centrocampista para el Moca FC de la Liga Dominicana de Fútbol.

## Clubes
| Club              | País                 | Año               |
| ----------------- | -------------------- | ----------------- |
| Real Valladolid B | España               | 2017 - 2018       |
| Envigado FC       | Colombia             | 2018              |
| Valledupar FC     | Colombia             | 2019              |
| Atlántico FC      | República Dominicana | 2023              |
| Moca FC           | República Dominicana | 2024 - Actualidad |